# Toumbastadion
Het Toumbastadion (Grieks: Στάδιο Τούμπας) of PAOK-stadion (Grieks: Στάδιο ΠΑΟΚ) is een voetbalstadion in de Griekse stad Thessaloniki. Het is de thuisbasis van voetbalclub PAOK Saloniki. Het stadion werd geopend in 1959 en biedt plaats aan 28.701 bezoekers.

## Geschiedenis
PAOK speelde voorheen in het Syntrivanistadion in Thessaloniki, maar toen de Aristoteles-universiteit het gebied opkocht, was PAOK gedwongen te verhuizen naar de locatie van het huidige stadion in de wijk Toumba. Deze locatie was in het bezit van het Grieks Ministerie van Defensie en werd in februari 1958 voor 1.5 miljoen drachme gekocht. Niet veel later begon de bouw van het stadion. Om aan de benodigde financiële middelen te komen organiseerde PAOK een loterij en hielpen sommige fans als vrijwilliger mee aan de bouw. Op 6 september 1959 werd het stadion geopend met een vriendschappelijk duel tussen PAOK en AEK Athene. Het werd 1–0 voor PAOK via Kostas Kiourtzis in een uitverkocht nieuw stadion (15.000 bezoekers). De capaciteit werd in de maanden daarna verhoogd tot 20.000 en in de jaren '70 tot 45.000. Het recordaantal toeschouwers werd bereikt op 19 december 1976 met een doelpuntloos gelijkspel tegen AEK. 45.252 toeschouwers kochten een kaartje.
Op 22 maart 1980 stortte als gevolg van een aardbeving een deel van een tribune in. Er waren op dat moment geen mensen aanwezig, maar PAOK was wel genoodzaakt in het Kaftanzogliostadion in Thessaloniki te spelen tot de schade hersteld was. Door andere veiligheidsmaatregelen is de capaciteit daarna teruggebracht tot de huidige 28.701.
Het stadion werd tijdens de Olympische Zomerspelen 2004 gebruikt als trainingsstadion voor de voetbalploegen tijdens het olympisch voetbaltoernooi. In 2012 werden de kleedkamers gemoderniseerd.

### Toekomst
In december 2020 maakte PAOK bekend een ontwerp te maken voor een nieuw, modern stadion op de plek van het verouderde Toumbastadion. Het stadion zou een capaciteit moeten krijgen van 33.500 toeschouwers. PAOK verhuist dan opnieuw tijdelijk naar het Kaftanzogliostadion. Het nieuwe onderkomen zou gereed moeten zijn in 2026.

## Interlands
Het stadion was enkele malen het toneel van een interland tussen nationale voetbalploegen.
| Voetbalinterlands | Voetbalinterlands | Voetbalinterlands         | Voetbalinterlands | Voetbalinterlands    | Voetbalinterlands |
| №                 | Datum             | Wedstrijd                 | Uitslag           | Competitie           |                   |
| ----------------- | ----------------- | ------------------------- | ----------------- | -------------------- | ----------------- |
| 1                 | 4 juni 1975       | Griekenland – Malta       | 4 – 0             | EK 1976 kwalificatie |                   |
| 2                 | 20 september 1995 | Griekenland – Joegoslavië | 0 – 2             | Vriendschappelijk    |                   |
| 3                 | 8 juni 1999       | Joegoslavië – Malta       | 4 – 1             | EK 2000 kwalificatie |                   |
| 4                 | 22 augustus 2007  | Griekenland – Spanje      | 2 – 3             | Vriendschappelijk    |                   |
| 5                 | 28 maart 2021     | Griekenland – Honduras    | 2 – 1             | Vriendschappelijk    |                   |
| 6                 | 31 maart 2021     | Griekenland – Georgië     | 1 – 1             | WK 2022 kwalificatie |                   |

## Afbeeldingen

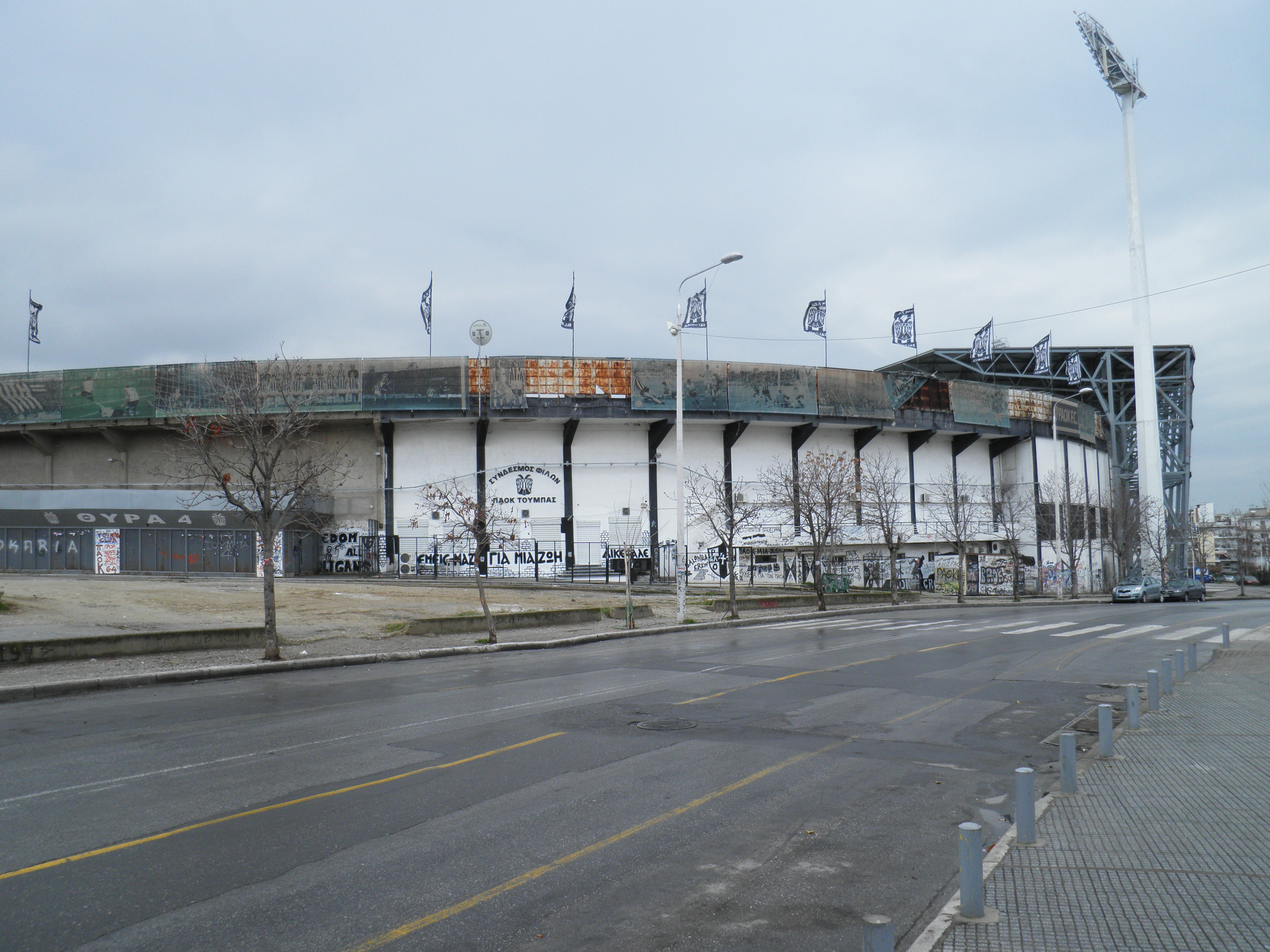
Buitenkant van het stadion
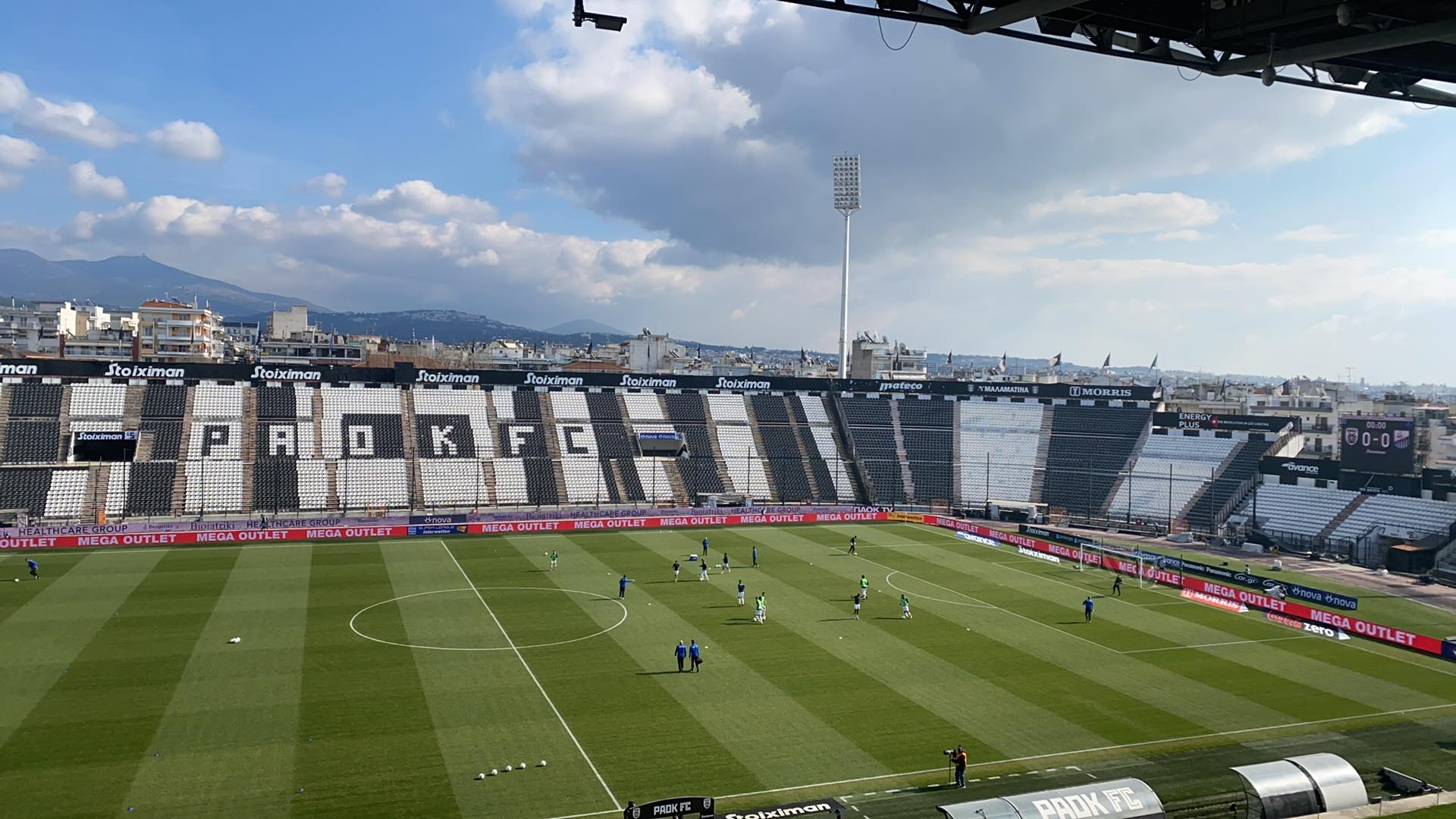
Tribunes
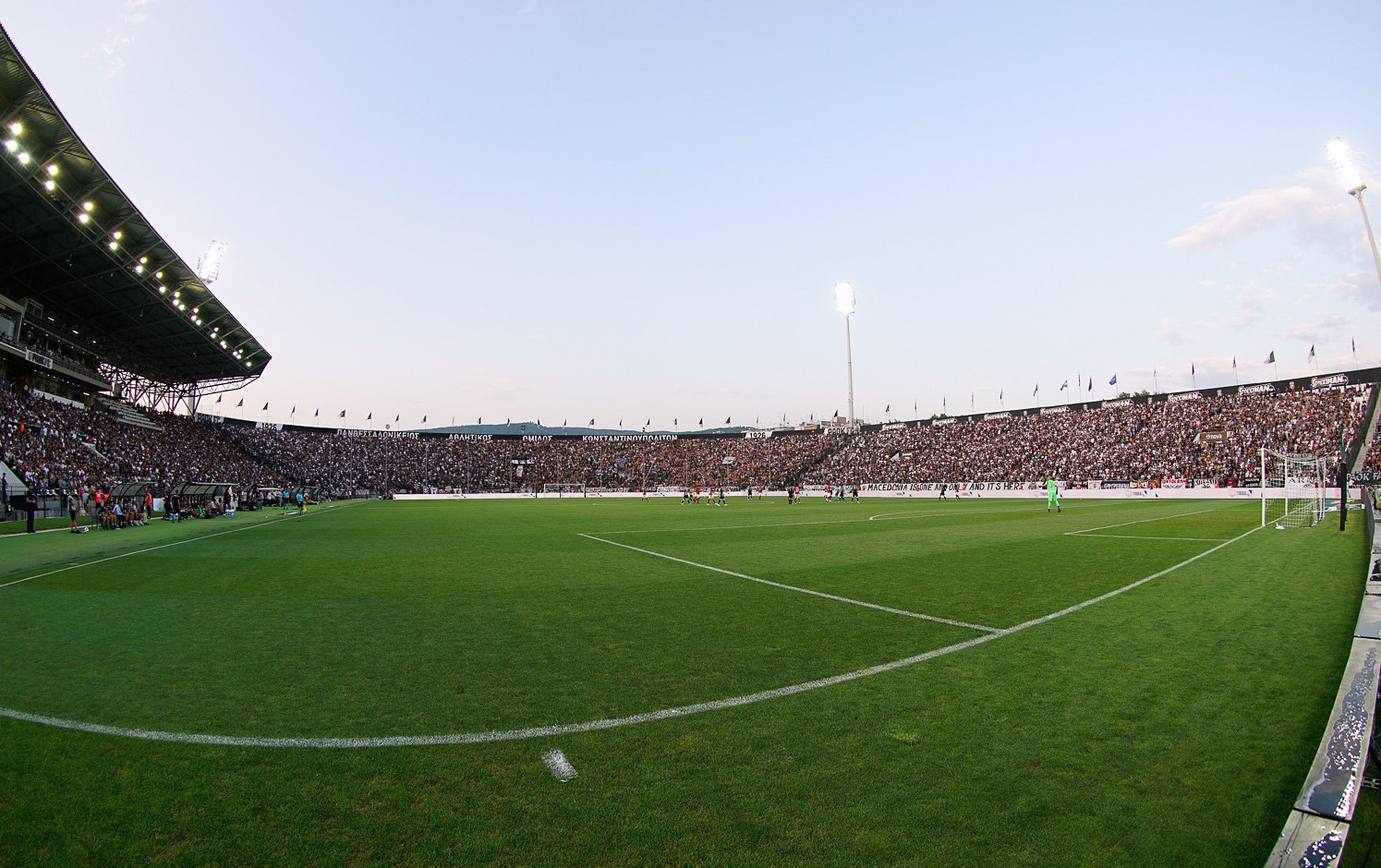
Zicht op het veld
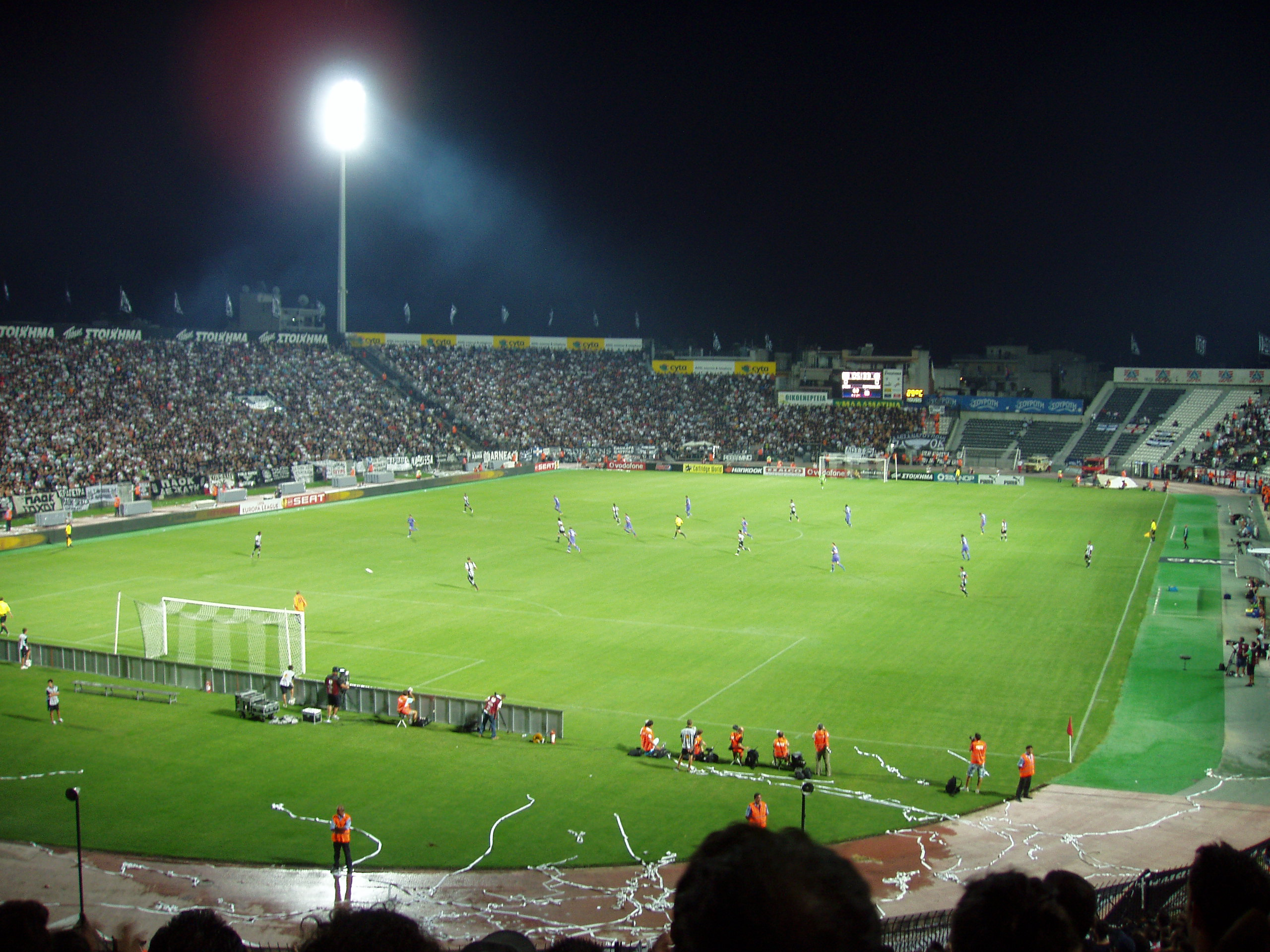
Het stadion tijdens PAOK–Tottenham Hotspur in 2011